# Diamant (cykeltillverkare)
Diamant är en cykeltillverkare i Tyskland som ingår i amerikanska Trek sedan 2003.
DIamant grundades i Reichenbrand utanför Chemnitz 1885 av Friedrich Nevoigt. Från början tillverkades stickmaskiner. Företaget började på 1890-talet att tillverka cyklar. Varumärket Diamant började användas 1911–1912 och bolaget fick namnet Diamant Werke Gebrüder Nevoigt AG 1912. 1916 hade bolaget över 1000 anställda. 1926 inleddes ett samarbet emed Elite-Werke och det nya namnet blev Elite Diamant AG.
1928 köptes företaget av Opel och började även tillverka motorcyklar med motorer från Fichtel & Sachs. Under DDR-tiden förstatligades Diamant under namnet VEB Fahrradwerke Elite Diamant 1952. Under 1950-talet var Diamant framgångsrikt i cykeltävlingar med tävlingscyklisterna Täve Schur och Bernhard Eckstein som vann VM i landsväg.
1992 köptes det av Villiger från Schweiz.